# ابن تیمیه
احمد بن عبدالحلیم بن تیمیه حرانی معروف به ابن تَیمیَه (۱۰ ربیع‌الاول ۶۶۱–۲۰ ذیقعدهٔ ۷۲۸) عالم الهیات، حدیث و فقه، فیلسوف و اخترشناس بود. او را با القابی چون شیخ السلام مفسّر، رجالی، مفتی و ادیب یاد کرده‌اند. فتوای جهاد او بر ضد حملهٔ سوم غازان خان به دمشق منجر به پایان لشکرکشی مغول‌ها به منطقهٔ شام شد. این اولین موردی بود که یک مسلمان بر ضد مسلمان دیگر اعلام جهاد کرده است. این فتوا مورد استناد القاعده و داعش قرار گرفته است.
مخالفت ابن تمیمه با زیارت قبور و طلب شفاعت یکی از دلایل جنجالی شدن عقاید او میان مسلمانان بود. محمد بن عبدالوهاب و وهابیت از نظرات او اثر پذیرفته‌اند. او شیعیان را دشمنان داخلی می‌دانست که قتل آن‌ها از صلیبیون و مغول‌ها واجب تر است. برای مثال ابو مصعب الزرقاوی، از رهبران القاعده به نظرات ابن تیمیه در مورد کفر شیعیان استناد می‌کرد. علمای شیعه با او مخالفت کرده و او را یک منحرف می‌دانستند، و از او درخواست برگشت از عقایدش را داشتند، از آنجا که او مقاومت کرده و این را نپذیرفت شش مرتبه به زندان افتاد. بابر یوهانسن، دلیل زندانی شدن او را عرفا، فقها و متکلمانی که با قدرت سیاسی مرتبط بودند می‌داند.
ابن تمیمه زندگی خود را وقف تحقیقات دینی و سیاسی کرد. او پیشنهادهای مقام سیاسی را نپذیرفت و تا پایان عمر ازدواج نکرد.
او معتقد بود که قرآن و حدیث را با معانی متداول باید فهمید و کسانی را که به معانی مجازی و کنایه‌ای حمل می‌کنند، مؤوله (به معنای تاویل‌گرا) نامید.
متشخص در زمان خود و قرن‌های پس از آن، ابن تیمیه به عنوان یکی از تأثیرگذارترین علمای قرون وسطی در اسلام متاخر سنی مدرن ظهور کرده است. او به دلیل درگیر شدن در بحث‌های مذهبی شدیدی که در جریان آنها به مکاتب کلامی، در درجه اول اشاعره و ماتریدی، حمله می‌کرد و از آموزه‌های اثاریه (اهل حدیث یا نقلیون سنی) دفاع می‌کرد قابل توجه است. این امر باعث شد تا روحانیون رقیب و مقامات دولتی ابن تیمیه و شاگردانش را به عقیده خدا انسانی متهم کنند که در نهایت به سانسور آثار او و سپس زندانی شدن منجر شد.
رساله‌های ابن تیمیه در مورد سلفیه اعتقادی محبوب‌ترین مرجع برای جنبش‌های سلفی اخیر است. هرچند جنبشهای سلفی امروزی با فاصله چهار قرن از او مدعی پیروی از تعالیم وی هستند موضع آنها اغلب افراطی تر است. ابن تیمیه در رسائل خود تصریح می‌کرد که بین عقل و وحی منافاتی وجود ندارد البته استفاده از فلسفه را به عنوان ابزاری برای جستجوی حقیقت دین نکوهش می‌کرد.
ابن تیمیه شیعه را منشأ فساد در جوامع مسلمان می‌دانست و در رساله‌هایی مانند منهاج به دلیل مشاجره‌های ضد شیعی خود شهرت دارد و مذهب شیعه امامی را بدعت می‌داند. او حکم جهاد علیه شیعیان منطقه کسروان را صادر کرد و شخصاً در غزوات کسروان شرکت کرد و شیعیان را متهم می‌کرد که به عنوان ستون پنجم صلیبیون فرنگی و ایلخانیان مغول عمل می‌کنند.
اخیرا ابن تیمیه به‌طور گسترده به عنوان تأثیر علمی عمده بر جنبش‌های اسلام‌گرای ستیزه‌جو، مانند جهادگرایی سلفی تلقی شده است. جنبه‌های عمده آموزه‌های او، مانند حمایت از توحید ناب و عقیده سه نسل اول مسلمانان و توصیه به لشکرکشی برای ریشه‌کن کردن آنچه او شرک می‌دانست، تأثیر عمیقی بر محمد بن عبدالوهاب، بنیان‌گذار جنبش اصلاح دینی وهابیت در نجد داشت. محمد رشید رضا، متکلم سلفی سوری، از حامیان اصلی آثار ابن تیمیه، او را مجدّد قرن هفتم اسلام معرفی کرد. مواضع اعتقادی ابن تیمیه، مانند تکفیر ایلخانیان مغول و اجازه جهاد علیه سایر مسلمانان (مغولان که مسلمان شده بودند و شیعیان) توسط جنبش‌های سیاسی اسلامگرای بعدی، از جمله اخوان المسلمین، حزب التحریر، القاعده و داعش برای توجیه قیام‌های خود مورد اشاره قرار گرفت.
ابن تیمیه به اشتباه شهرت ضد صوفی دارد. که نتیجه استفاده گزینشی و خارج از چارچوب از برخی نوشته‌های او توسط جریان‌های اصولگرا است. او در حالی که گاه مواضع افراطی داشت و برخی از اعمال یا عقایدی را که انحراف می‌دانست مورد انتقاد قرار می‌داد، تصوف را بخشی جدایی ناپذیر از اسلام می‌دانست. برخی ادعا کرده‌اند که او خود وابسته به قادریه بوده است. او در سال ۷۲۶ قمری در قلعه دمشق زندانی شد تا اینکه دو سال بعد در سن ۶۵ سالگی در آنجا درگذشت.

## نسب
تقی‌الدین ابوالعباس احمد بن شهاب‌الدین عبدالحلیم بن مجدالدین عبدالسلام بن عبدالله بن ابی‌القاسم محمد بن الخضر بن محمد بن الخضر الحرّانی الدمشقی الحنبلی.

## اقوال علما
ذهبی: او شیخ ما شیخ السلام هست در عصر منحصر به فرد خودش با دانش شجاعت و سخاوتش ملتش را امر به معروف و نهی از منکر کرد و آنچه برای اون اتفاق افتاد برای کسی پیش نیامد.
ابن قیم الجوزی: او شیخ زاهد، عابد و حافظ بود.
ابن سید ناس دربارهٔ ابن تیمیه می‌گوید: سید استاد ما امام دانشمند شیخ السلام علما سرمشق پیشوایان وبزرگان هست و یاور کننده سنت، کوبنده بدعت و حجت خدا بر روی زمین هست.
جلال الدین سیوطی: ایشان شیخ‌الاسلام، حافظ نکته سنج فقیه مجتهد مفسر و یگانه زمان و از مشاهیر اقیانوس علم دانش هست و از زمره نوابغ پارسا بود.
شوکانی: پس از ابن حزم کسی مانند وی را ندیدم و گمان ندارم فاصله زمانی این دو مرد همانند ایشان یا مدعی این را به خود دیده باشد.
ابن دقیق العید: او کسی همچون خود را ندیده است.
ابن حجر عسقلانی :شهرت امامت شیخ تقی الدین اظهر من الشمس هست ملقب ساختن وی به شیخ السلام از حیات تا اکنون بر زبان دانایان جاریست و در آینده هم ادامه خواهد داشت و کسی جز افراد نااگاه منکر لقب او نیست.
المزی: چون او کسی را ندیده‌ام و او چون خود را ندیده است.
بهاءالدین السبکی: هوش او با عظمت و ذهن اون همانند دریایی هست که علوم شرعی و عقلی را در خود جای داده هست و ذکاوت اون غیرقابل توصیف هست.
مزعی الکرمی: شیخ السلام تقی الدین دریای دانش ،مفتی و مجتهد هست.
ابوحیان توحیدی: چشمان من همانند او را ندیده است.
محمد ابوزهره: وی مجتهدی وابسته به مذهب حنبلی بود.

## سال‌های نخست زندگی

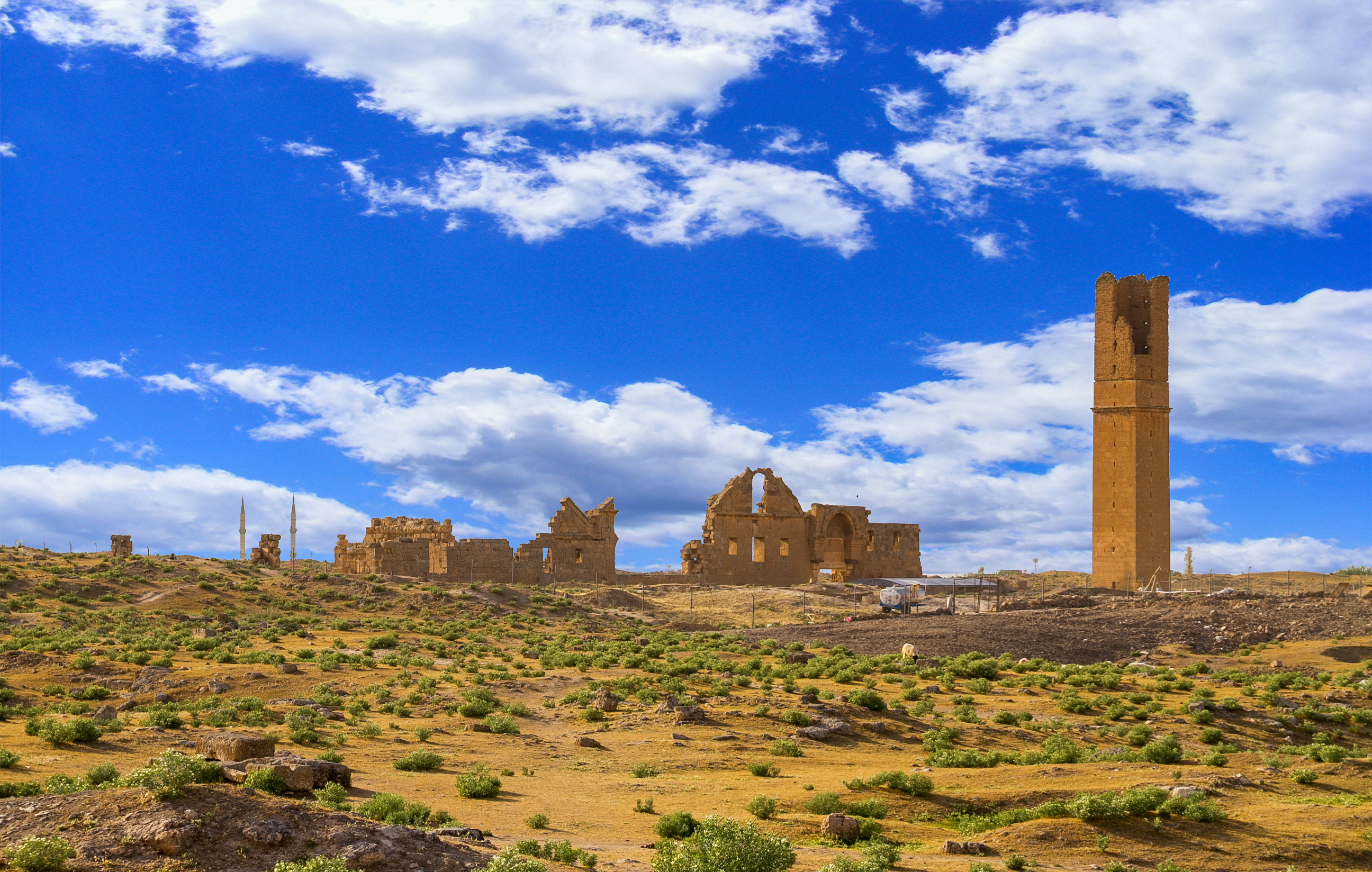
ویرانه‌های شهر و دانشگاه حران زادگاه احمد بن عبدالحلیم بن تیمیه

پدرش از علمای دارای منبر حنبلی در حران بود و بعدها در مسجد اموی دمشق همان مقام را به دست آورد. حران شهری از قلمرو سلجوقیان روم بود، اکنون حران یک شهر کوچک در مرز سوریه و ترکیه است، در حال حاضر در استان شانلی‌اورفه ترکیه قرار دارد. در آغاز دوره اسلامی، حران در سرزمین قبیله مضر (دِیَارُ مُضَرَ) قرار داشت. حران قبل از نابودی توسط مغولان، از همان روزهای آغازین اسلام نیز به دلیل مکتب و سنت حنبلی، که خانواده ابن تیمیه به آن تعلق داشتند، مشهور بود. پدربزرگش، ابوالبرکت مجد الدین بن تیمیه حنبلی (متوفی ۱۲۵۵) و عمویش، فخرالدین (متوفی ۱۲۲۵) از علمای معتبر مکتب حقوق حنبلی بودند. به همین ترتیب، دستاوردهای علمی پدرش، شهاب الدین عبدالحلیم بن تیمیه (متوفی ۱۲۸۴) نیز به خوبی شناخته شده بود.

### مهاجرت به دمشق
در سال ۱۲۶۹ میلادی، ابن تیمیه هفت ساله، حران را به همراه پدر و سه برادرش ترک کرد. این شهر در پی حمله مغول به‌طور کامل ویران گشت. خانواده ابن تیمیه نقل مکان کردند و در شهر دمشق سوریه مستقر شدند که در آن زمان تحت سلطنت مملوک بود.

### آموزش
در دمشق، پدرش مدیر مدرسه سوکاریه بود، جایی که ابن تیمیه نیز تحصیلات نخستین خود را در آنجا گذراند. ابن تیمیه خود را با آموزه‌های دینی و سکولار زمان خود آشنا کرد. مطالعات دینی وی در سال‌های نخست نوجوانی آغاز شد، زمانی که او کل قرآن را به خاطر سپرد و بعدها به فراگیری رشته‌های اسلامی قرآن پرداخت. از پدرش علم دینی فقه (اصول فقه) را فرا گرفت. ابن تیمیه آثار احمد بن حنبل، أبو بکر الخلال و ابن قدامه و همچنین آثار پدربزرگش، ابوالبرکات مجد الدین را آموخت. تحصیل فقه وی منحصر به سنت حنبلی نبود بلکه سایر مکاتب فقهی را نیز آموخت.

## مرگ
ابن تیمیه در اوایل سپتامبر ۱۳۲۸ (در سال ۷۲۸ ه‍.ق) بیمار شد و در سن ۶۵ سالگی در ۲۶ سپتامبر همان سال در حالی که در زندان ارگ دمشق بود درگذشت. (که از نظر علماء شیعه منحرف بود) هنگامی که خبر به گوش مردم رسید، حمایت شدیدی از طرف مردم از وی به نمایش درآمد.وی در دمشق، در مقبه صوفیه (قبرستان صوفیان) به خاک سپرده شد که برادرش شرف الدین پیش از او در آن قبرستان دفن شده بود.گزارش شده است که دویست هزار مرد و پانزده تا شانزده هزار زن در نماز مرده او شرکت کردند.

## دیدگاه‌ها
ابن تیمیه در کتاب بیان التلبیس الجهمیه می‌آورد: «ابن‌عباس از رسول‌الله نقل می‌کند که:رأیت ربّی عزّ وجلّ، شابّ أمرد و فرده جعد قطط، فی روضه خضرا… خداوند را به صورت نوجوانی دیدم که هنوز موی صورتش در نیامده، سرش پرمو و مجعد است».
و در همان کتاب می‌گوید:
«تمامی این روایات دلالت بر این دارند که این دیدار در خواب و در مدینه انجام گرفته است مگر حدیث عکرمه بن عباس.»
همچنین در رد بر مجسمه می‌گوید:
«در این‌گونه اموری که الله و رسولش آن‌ها را نفی کرده است داخل شدند تا این‌که گفتند: او (الله) در دنیا با چشمان دیده می‌شوند.»
همچنین در کتابی دیگر گفته است:
«و هر یک از عبادت‌گزاران پیشین و پسین که بگوید پروردگارش را با چشم سر دیده است به اجماع اهل علم و ایمان اشتباه کرده است.»

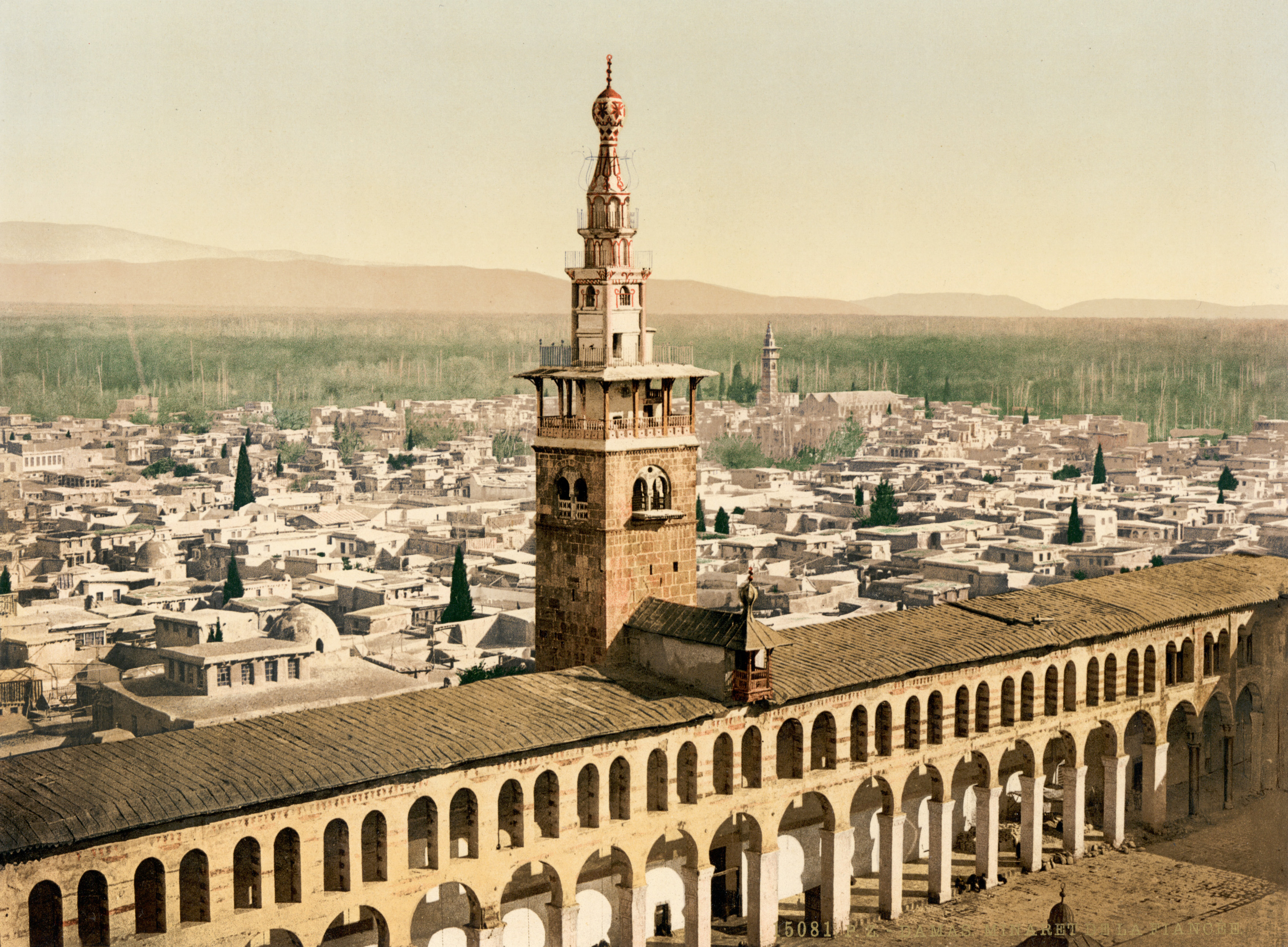
مسجد اموی دمشق جایی که ابن تیمیه در آن تدریس می‌کرد.

### نفی زیارت
ابن تیمیه برای اولیا و برگزیدگان نیروی مافوق بشری (کرامت الاولیا) قائل بود ولی زیارت قبور ائمه و پیامبران را بدعت و شرک می‌دانست

### نفی توسل
ابن تیمیه توسل به شفاعت مقدسین را شرک می‌دانست:
اگر بگوید از او می‌خواهم تا نزد خدا برای من شفاعت کند، زیرا او از من به خدا نزدیکتر است. این از اعمال مشرکان و مسیحیان است، زیرا آنها ادعا می‌کنند که کشیشان و خاخام‌ها آنها را شفاعت می‌کنند … خداوند ما را از مشرکان آگاه می‌کند که گفتند: ما آنها را پرستش نمی‌کنیم لیکن آنها ما را به خدا نزدیکتر می‌کنند.

### لزوم حکومت
ابن تیمیه بر این باور است که ولایت مردم از بزرگ‌ترین وظایف دین است

### روش انتخاب حاکم
«بعضی از علما می‌گویند: امام با بیعت چهار نفر برگزار می‌شود، بعضی گفتند: با بیعت دو برگزار می‌شود و بعضی گفتند: با بیعت یکی. امام نمی‌شود تا اهل شوکت با او موافق نباشند که مقصود امامت را محقق کند.»

### مبنای مشروعیت سیاسی
قوت و امین بودن و بیعت را مبنا قرار می‌دهد. و می‌گوید استطاعت را در نظر می‌گیریم (فالله یقول: فَاتَّقُوا اللهَ مَا اسْتَطَعْتُمْ) و شرایط را در نظر می‌گیریم مثلاً در زمان جنگ فردی که قویتر است و امین بودن او کمتر است از فرد امین ضعیف برای حکومت بهتر است و خالد ابن ولید را مثال میاورد که پیامبر اسلام او را منصوب کردند و گفتند درست است که اشتباهاتی دارد ولی فعلاً بهترین فرمانده برای جنگ است.

### زبان فارسی
وی از از پیامبر اسلام نقل می‌کند: اگر کسی بتواند به زبان عربی سخن بگوید و به زبان فارسی سخن بگوید منافق است. می‌گوید: باری سعد بن ابی وقاص شنید که مردمی به زبان فارسی سخن می‌گویند، خطاب به آن‌ها گفت: «پس از آمدن اسلام بازهم دلبسته مجوسیت و آتش‌پرستی هستید؟» نیز از زبان مالک بن انس، یکی از پیشوایان فقهی اهل سنت و جماعت می‌نویسد که مالک بن انس روزی خطاب به حاضران در مسجد نبوی در مدینه با لحن خشن و عبوس و تهدیدآمیزی گفت: هرگاه ببینم کسی به زبان فارسی حرف می‌زند، از مسجد بیرونش خواهم انداخت. ابن تیمیه در کتاب یادشده از ابن جنی، از علمای نامور نحو عربی، نقل می‌کند که باری گفت: «دلیل این‌که یک عده از آدم‌ها در جامعه اسلامی دچار انحراف شده‌اند و با شریعت اسلام از در مخالفت درآمده‌اند و در دام زندقه و الحاد افتاده‌اند، آشنایی درست نداشتن آن‌ها از زبان عربی بوده است».

### مراسم قبل از اسلام
ابن تیمیه، به نقل از عمر بن خطاب، آورده است که از جشن نوروز و مهرگان بپرهیزید، و کسانی که این روزها را جشن می‌گیرند، در قیامت خود را جز بی‌دین‌ها و کافرها خواهد یافت. همچنین مسلمانان را از عبادات ایران قبل از اسلام منع کرده است و از قول خلیفه دوم عمر ابن خطاب گفته است: لا تعلموا رطانة الأعاجم، ولا تدخلوا علی المشرکین فی کنائسهم یوم عیدهم (اصطلاحات عجم را فرا نگیرید و در روز عید مشرکان در معابدشان وارد نشوید). به نوشته شاکد، این اصطلاح، اشاره به نمازهای زرتشتیان دارد.

### مغول‌ها

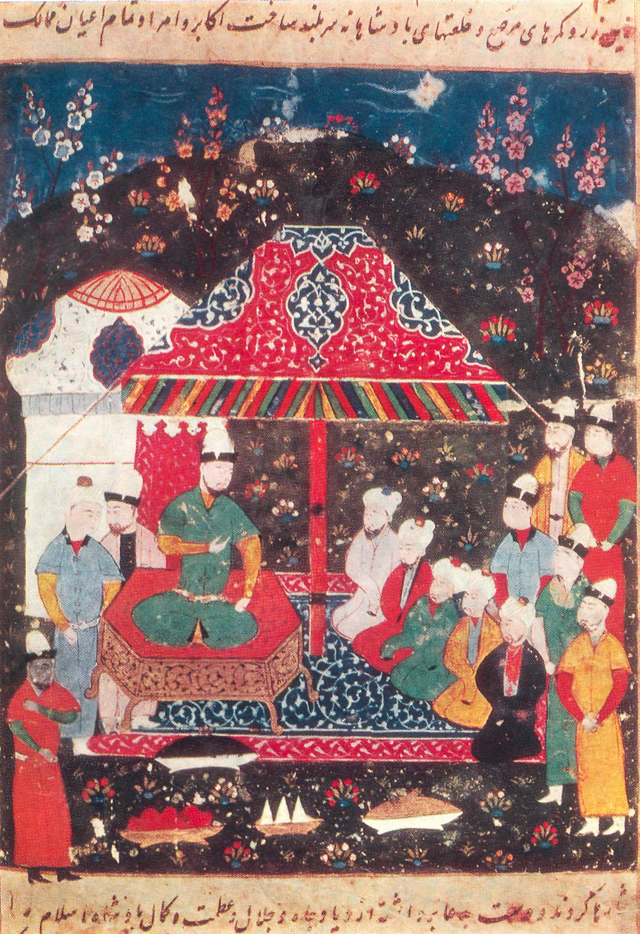
دیدار او با خان مغول در زمان حمله به دمشق

او در زمان سومین حمله غازان خان، در ۱۳۰۳ میلادی به دمشق اعلان جهاد کرد و فتوا داد که دفاع از سلطنت مملوک در برابر مغول‌ها برای مسلمانان واجب است. او اعتقاد داشت هر چند مغول‌ها اسلام آورده‌اند اما در عمل مسلمان نیستند و به جای شریعت اسلامی از قانون یاسا پیروی می‌کنند. این اولین بار بود که مسلمانی علیه گروهی دیگر از مسلمانان اعلان جهاد کرد.

### شیعیان
او شیعیان (که به آن‌ها رافضی می‌گفت) را از نظر دینی فاسد و مسبب مشکلات امت اسلام می‌دانست. ابن تیمیه منهاج السنة النبویة را در پاسخ به علامه حلی و در نقد شیعه دوازده‌امامی نوشت؛ او برای انتقاد از شیعیان به شباهت‌های آنان به مسیحیان و یهودیان اشاره و آن‌ها را متهم می‌کرد که همیشه به غیرمسلمانان در جنگ با مسلمانان یاری می‌رسانند.
بسیاری از رافضیان بیش از آنکه مسلمانان را مورد لطف و عنایت قرار دهند، به کافران لطف دارند. به همین دلیل بود که وقتی ترکان کافر از مشرق درآمدند و با مسلمانان جنگیدند و خون آنان را ریختند، در سرزمین خراسان و عراق و شام و در شبه جزیره و جاهای دیگر، رافضه در کشتن مسلمانان به آنان کمک کردند. و وزیر بغداد ابن علقمی (وزیر شیعه مذهب المستعصم بالله آخرین خلیفه عباسی بود که برخی از مورخان مثل ابن کثیر و ابن تغری گفته‌اند عمداً زمینه را برای شکست خلیفه سنی مذهب از هلاکو فراهم کرد و باعث سقوط بغداد ۱۲۵۸ شد) و امثال او بودند که به آنها در مقابله با مسلمانان کمک فراوانی کردند… همین امر در مورد مسیحیان (صلیبیون) در شام نیز صدق می‌کند (اشاره به جنگ نکردن فاطمیون با صلیبیون)، که رافضیان بزرگ‌ترین یاران آنها بودند. و اگر یهودیان در عراق یا جای دیگر کشوری برپا کنند، رافضه بزرگ‌ترین یاور آنها خواهند بود، زیرا آنها همیشه از کفار حمایت می‌کنند، چه بت‌پرست باشند، چه یهودی و چه مسیحی.
او شهادت امام حسین را یک افتخار برای وی می‌دانست تا یک امر غمگینانه. و عزاداری شیعیان برای حسین و روز عاشورا را نکوهش می‌کرد چرا که پیامبر اسلام هیچ‌وقت عزاداری با این شدت را توصیه نکرده بود حتی اگر برای یک حادثه اخیر باشد. وی با آن‌هایی که در مخالفت با شیعه عاشورا را جشن می‌گرفتند هم مخالف بود.
می‌گوید: «اهل علم اجماع دارند که بزرگ‌ترین شمشیرهایی که بر اهل قبله کشیده شد و بزرگ‌ترین فسادی که بر آنان وارد شد از طرف کسانی بودد که به اهل قبله وابسته اند " و گفت قتل آنها از قتل خوارج واجبتر است.
لشکرکشی مملوک به کسروان برای جنگ با شیعیان بر اساس فتوای ابن تیمیه بود که جنگ با شیعیان را مهم‌تر از جنگ با صلیبی‌ها و مغولان می‌دانست زیرا «دشمن داخلی هستند و شر بقایشان زیانبارتر از قتلشان است». لشکرکشی مملوک به کسروان مجموعه حملات ممالیک علیه اهالی شیعه، علوی، مارونی و دروزی کوه‌های کسروان و بیبلوس و الجرد در لبنان بود که در سال‌های ۱۲۹۲، ۱۳۰۰ و ۱۳۰۵ انجام شد. این اهالی در طول تاریخ تن به هبچ حاکمیت مرکزی نداده بودند.

### دیدگاه‌های اقتصادی
او تحلیلی از مکانیسم بازار را با بینش نظری که در زمان او بعید و ابتکاری بوده است شرح داده است. ابن تیمیه در مورد قدرت عرضه و تقاضا می‌گوید: «اگر میل به کالا زیاد شود و در دسترس بودن آن کاهش یابد، قیمت آن افزایش می‌یابد، از سوی دیگر، اگر در دسترس بودن کالا زیاد شود و نیاز به آن کاهش یابد، قیمت آن کاهش می‌یابد. گفتمان او در مورد آثار منفی و مثبت رفاهی تنظیم بازار و مقررات زدایی، شباهت به نظرات اقتصادی جدید دارد.
او از «قیمت‌های منصفانه» و «سود منصفانه» حمایت می‌کرد و هر چیزی بالاتر از آن را بی‌رحمانه می‌دانست. نظری که با کارآفرینی امروزی سازگار نیست.

### ابدیت گونه‌ها
او می‌گفت علاوه بر دیدگاه ابن سینا که جهان جاودانه است و دانشمندانی مانند فخرالدین رازی که ادعا می‌کرد جهان مخلوق است و خدا آن را از هیچ آفریده است دیدگاه سومی هم وجود دارد. ابن تیمیه در شرح حدیث عمران بن حسن بین گونه‌ها و عناصر تمایز قائل شده و تصریح می‌کند که اولی‌ها نزد خداوند جاودانه هستند. او اعتقاد دارد خداوند همواره در یک خلاقیت جاودانه است.

### فلسفه

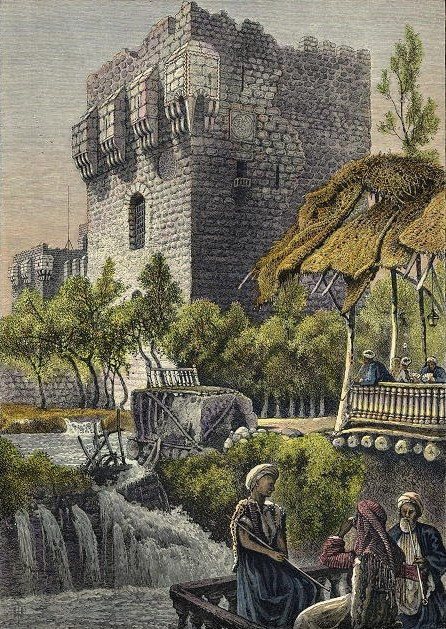
قلعه دمشق جایی که ابن تیمیه را در آن زندانی کردند تا زمانی که درگذشت

او باور به این داشت که علوم طبیعی برتر از علوم ریاضی هستند و این را ردی بر فلسفه مشاء می‌دانست و همچنین کسانی که به پیروی از ارسطو قائل به آن هستند که بهترین فلسفه‌ها نخست فلسفه الهی و سپس فلسفه ریاضی و سپس فلسفه طبیعی است. چنان‌که در کتاب‌های متعددی از او شامل: ردی بر منطقیین، تعارض خرد و گفتار، رساله عرشی او نقض فلسفه الهی و بیان نیکی‌های فلسفه طبیعی (مانند فیزیک) و فلسفه ریاضی به خوبی مشخص است.

## استادان
- شیخ المجد ابن تیمیة (پدر)
- شیخ زین‌الدین ابن المنجا
- مجدالدین ابن عساکر

## شاگردان
- شمس‌الدین ابن قیم الجوزیه
- ابو عبدالله محمد الذهبی صاحب میزان الاعتدال
- اسماعیل بن عمر بن کثیر
- محمد بن عبدالهادی المقدسی
- ابوالعباس احمد بن الحسن الفارسی مشهور به قاضی الجبل

## آثار

### مقاله
- در تفسیر
- رسالة در تفسیر وکیف یکون
- تفسیر سورة الاخلاص
- جواب أهل العلم والایمان
- تفسیر المعوذتین
- در عقاید
- الایمان
- الاستقامة
- اقتضاء الصراط المستقیم
- الفرقان بین أولیاء الرحمن وأولیاء الشیطان
- التوسل والوسیلة
- الرسالة الحمویة
- الرسالة التدمریة
- العقیدة الواسطیة
- رسالة مراتب الادارة
- الاحتجاج بالقدر
- بیان الهدی من الضلال
- الجواب الصحیح
- معتقدات اهل الضلال
- معارج الوصول
- السؤال عن العرش
- بیان الفرقة الناجیة
- درء تعارض العقل والنقل
- منهاج السنة النبویة
- ابطال قول الفلاسفة باثبات الجواهر العقلیة
- شرح حدیث النزول
- نقض المنطق
- الرد علی المنطقیین
- رفع الملام عن الأئمة الأعلام
- الواسطة بین الحق والخلق
- در فقه
- رسالة القیاس
- القواعد
- رسالة الحسبة
- الأمر بالمعروف
- العقود
- المظالم المشترکة
- حقیقة الصیام
- قصائد
- القصیدة التائیة